# Vertenskreuzer

Vertenskreuzer G1209 „Ruth“ (Bj. 1949) auf dem Bodensee (mit veränderten Rigg)

Segelriss – 30-qm-Einheitskreuzer / Vertenskreuzer

Der Vertenskreuzer, offiziell als 30-qm-Einheitskreuzer des DSV bezeichnet, wurde im Jahre 1932 durch den deutschen Bootsbauer Karl (Carl) Vertens gezeichnet. Bis zum Jahr 1959 wurden ca. 20 Exemplare von verschiedenen Werften gebaut. Die Idee von Vertens war ein preisgünstiges und seetüchtiges Fahrtenschiff zu erschaffen.
Vertenskreuzer werden heute noch in verschiedenen Schiffsregistern als Traditionsklassen geführt, erreichten aber nur einen sehr geringen Bekanntheitsgrad. Aufgrund des Klassenzeichens, einer auf der Spitze stehende Raute, werden sie gerne als Karo mit angehängter Baunummer (zum Beispiel Karo 14) benannt.
Das äußere Erscheinungsbild weist die typischen Linien einer Segelyacht zwischen den Weltkriegen auf. Der Vertenskreuzer hat weder die extrem schlanken, gestreckten Linien der Schärenkreuzer, noch die für seegehende Yachten bevorzugte Rumpfform mit großem Deckssprung und hochgezogenem Steven, wie sie zum Beispiel die Seefahrtskreuzer haben.
Die Yachten wurden alle als Slup (Sloop) getakelt, mit einem relativ großen Hauptsegel (Großsegel) und einer eher kleinen, 3/4 hohen Fock, die fast ohne Überlappung nur die Anströmung des Hauptsegels verbessern sollte, so wie es in jener Zeit als optimal angesehen wurde. Außerdem wurde der Vertenskreuzer auch mit einem Kreuzballon gesegelt.
Rumpf und Deck wurden aus Eiche und/oder aus Mahagoni gefertigt, der eiserne Kielballast macht ca. 50 % des Gesamtgewichtes der Yacht aus.
Unter Deck wurden die Boote mit zwei Salonkojen ausgestattet, darüber hinaus ließ die kleine Kajüte keinen Raum für Luxus. Die originalen Konstruktionszeichnungen von Vertens zeigen neben der standardmäßigen Ausführung des Cockpits (Plicht) auch die Alternative der selbstlenzenden Ausführung auf.
Vertenskreuzer hatten ihre Verbreitung in den Gewässern von Schleswig-Holstein sowie in Berlin und auf dem Bodensee. Dort wurden einige Exemplare auch mit einem modifizierten Rigg und mit hochgetakeltem Vorsegel ausgerüstet (Bodenseerigg).